# Mašrik
Mašrik (arap. مشرق, Mašrek, Mashriq) je naziv za grupu zemalja arapskog kulturno-povijesno-geografskog kruga. Pojam se izvodi od arapske riječi "mashriq" (شرق), što znači "Istok" odnosno "Zemlja izlazećeg sunca". Ovaj pojam stoji u suprotnosti pojmu "Magreb" (مغرب), što znači "Zapad", te označava arapske zemlje Sjeverne Afrike. 
Libija se nalazi između utjecaja Mašrika i Magreba, s tim da je njezin istočni dio više vezan za Egipat i ostatak Mašreka. Od 2014. godine na području Mašrika živi 1,7% svjetske populacije.

## Države
- Egipat
- Irak
- Jordan
- Libanon
- Palestina
- Sirija
- Kuvajt